# Ko Kret
Ko Kret, thailändska เกาะเกร็ด, är en ö som ligger i Chao Phraya-floden i den Centrala regionen i provinsen Nonthaburi i Thailand. 

## Geografi
Ko Kret är ungefär 3 kilometer lång och 3 kilometer bred och ligger i Chao Phraya-flodens mynning. Ko Kret har status som tambon, en av tolv i distriktet Pak Kret. Det finns sju byar på ön, varav Ban Mon, eller Ban Lat-Kret är den största.
Ön trafikeras av färjor och biltrafik är förbjuden.

### Öns byar
- Ban Lat-Kret (Ban Mon) – บ้านลัดเกร็ด (บ้านมอญ)
- Ban Sala Kul Nok – บ้านศาลากุลนอก
- Ban Sala Kul Nai – บ้านศาลากุลใน
- Ban Khlong Sa Nam Oi – บ้านคลองสระน้ำอ้อย
- Ban Tha Nam – บ้านท่าน้ำ
- Ban Sao Thong Thong – บ้านเสาธงทอง
- Ban Ong Ang – บ้านโอ่งอ่าง

## Historia
Ko Kret skapades under Ayutthaya-perioden av kung Thai Sa (eller Sanphet IX) 1722. Kungen ville lösa problemen med långsamma vattentransporter och gjorde det genom att gräva en kanal genom Chao Phraya-flodens meandersystem.
Kanalen fungerade bra och båttransporterna gick fortare. Kanalen fick namnet Klong-Lat-Kret-Noi. Senare fick den namnet Klong-Lat-Kret och kanalens mynningen fick namnet Pak Kret. Med tiden eroderades kanalen och blev en flod och landområdet i floden började kallas Ko Sala Kun.
Det var under samma period som buddhisttemplet Wat Paramaiyikawat Warawihan (thailändska วัดปรมัยยิกาวาส วรวิหาร), eller Wat Paramaiyikawat (thailändska วัดปรมัยยิกาวาส) uppfördes på ön. Det kallades från början "Wat Pak Ao" (thailändska วัดปากอ่าว), vilket betyder "mynningstemplet", i enlighet med sin placering i floden.
Vid den burmesiska ockupationen 1764 övergavs ön och templet. Efter befrielsen från ockupation lät kung Taksin mon-folket slå sig ner på Ko Kret.

## Turism
Trots att ön är liten finns på Ko Kret sex wat-tempel, en moské, två skolor och ett sjukhus. Av templen är det tidigare nämnda Wat Paramaiyikawat ett flitigt besöksmål för turister. Templet är en karaktäristisk lutande pagod, som också brukar ses som en symbol för Ko Kret.
I Nonthaburi förs Ko Kret fram som mål för kulturell turism men är öppet för besök enbart på lördagar och söndagar.

## Klimat
Det tropiska klimatet i Thailand är ett sommarmonsunklimat, med kraftiga monsunregn från maj till oktober och torrtid från oktober till maj. Det är svalast i slutet av regntiden och början på torrtiden. I slutet av torrtiden kan det vara 34–37 grader varmt.